# 백주의 악마
백주의 악마(Evil Under The Sun)는 영국에서 제작된 가이 해밀톤 감독의 1982년 범죄, 미스터리 영화이다. 피터 유스티노프 등이 주연으로 출연하였고 존 브라번 등이 제작에 참여하였다.

## 출연

### 주연
- 피터 유스티노프
- 제인 버킨

### 조연
- 콜린 블레이커리
- 니콜라스 클레이
- 제임스 메이슨
- 로디 맥도웰
- 실비아 마일즈
- 데니스 퀼러리

## 제작진
- 원작자: 아가사 크리스티
- 미술: 엘리엇 스콧
- 의상: 안소니 포웰
- 배역: 다이슨 로벨